# もりよし
もりよしは、秋田内陸縦貫鉄道が秋田内陸線で運転している急行列車である。

## 概要
列車名は沿線の森吉山にちなみ名づけられた。秋田内陸線が全通した1989年4月に1日2往復で運転開始し、線内の速達列車の役割を果たしている。
利用には乗車距離に応じて50kmまで160円、51km以上は320円（2021年現在）の急行料金が必要となる。定期列車において特別料金を徴収する急行列車は、日本国内では本列車のほかに秩父鉄道の「秩父路」がある。

## 運行概況
2005年12月からは1日に下り2本・上り1本（鷹巣駅 - 角館駅間1往復・阿仁合駅 - 角館駅間下り1本）の運転となっている。

### 停車駅
2022年3月12日改正時点
鷹巣駅 - 縄文小ヶ田駅 - 合川駅 - 米内沢駅 - 阿仁前田温泉駅 - 阿仁合駅 - 比立内駅 - 阿仁マタギ駅 - 上桧木内駅 - 松葉駅 - （※八津駅）- 西明寺駅 - 角館駅
- 1号は阿仁合駅 → 角館駅間のみの運転。
- ※：毎年春には「かたくり群生の郷」開園に合わせて八津駅に臨時停車する。

## 使用車両
運行開始当初はAN-8900形が専用で用いられていたが、経費削減による専用車両の運用取り止めや、観光車両の運用開始を経て、2021年現在では秋田内陸縦貫鉄道の保有する全形式が運用に入るようになっている。
AN-8800形気動車
2012年より当列車での運用を開始し、後述の「笑EMI」登場以降は平日の列車に使用されている。特別な内装を持つ車両ではないが、急行料金が必要である。
2022年4月から、観光列車「秋田マタギ号」に改造されたAN-8808が第1・2・4・5土曜日に運行されている。
AN-8900形気動車
運行開始当初から使用されていたが、2012年3月のダイヤ改正で経費削減策の一環として一度運用から撤退。
2020年2月1日からは、観光列車「笑EMI」に改造されたAN-8905が使用されている。
2022年4月からは第1・2・4・5日曜日に運行されている。
AN-2000形気動車
2021年2月から観光列車「秋田縄文号」に改造されたAN-2001が使用されている。
2022年4月からは第3土曜日と日曜日に普通車両との連結で運行されている。

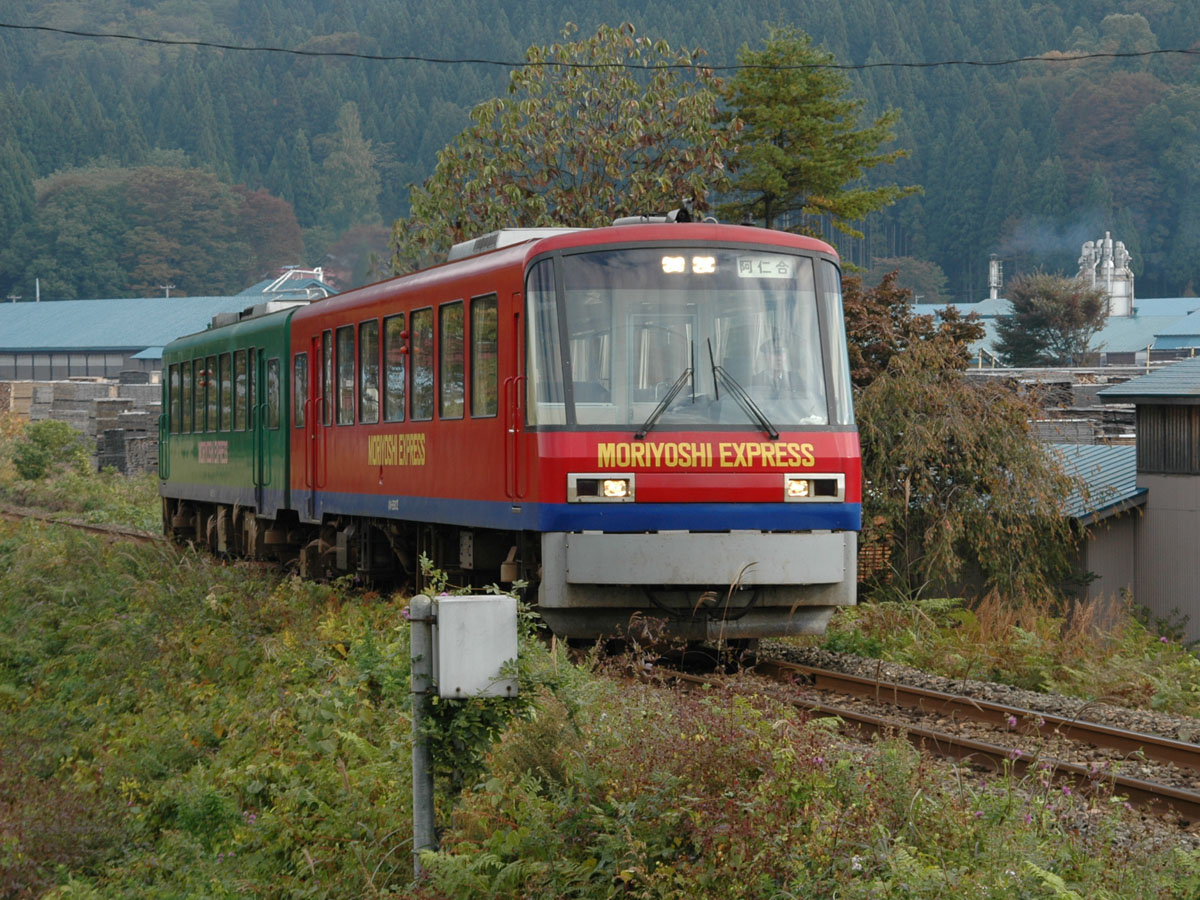
AN-8900形時代の「もりよし」
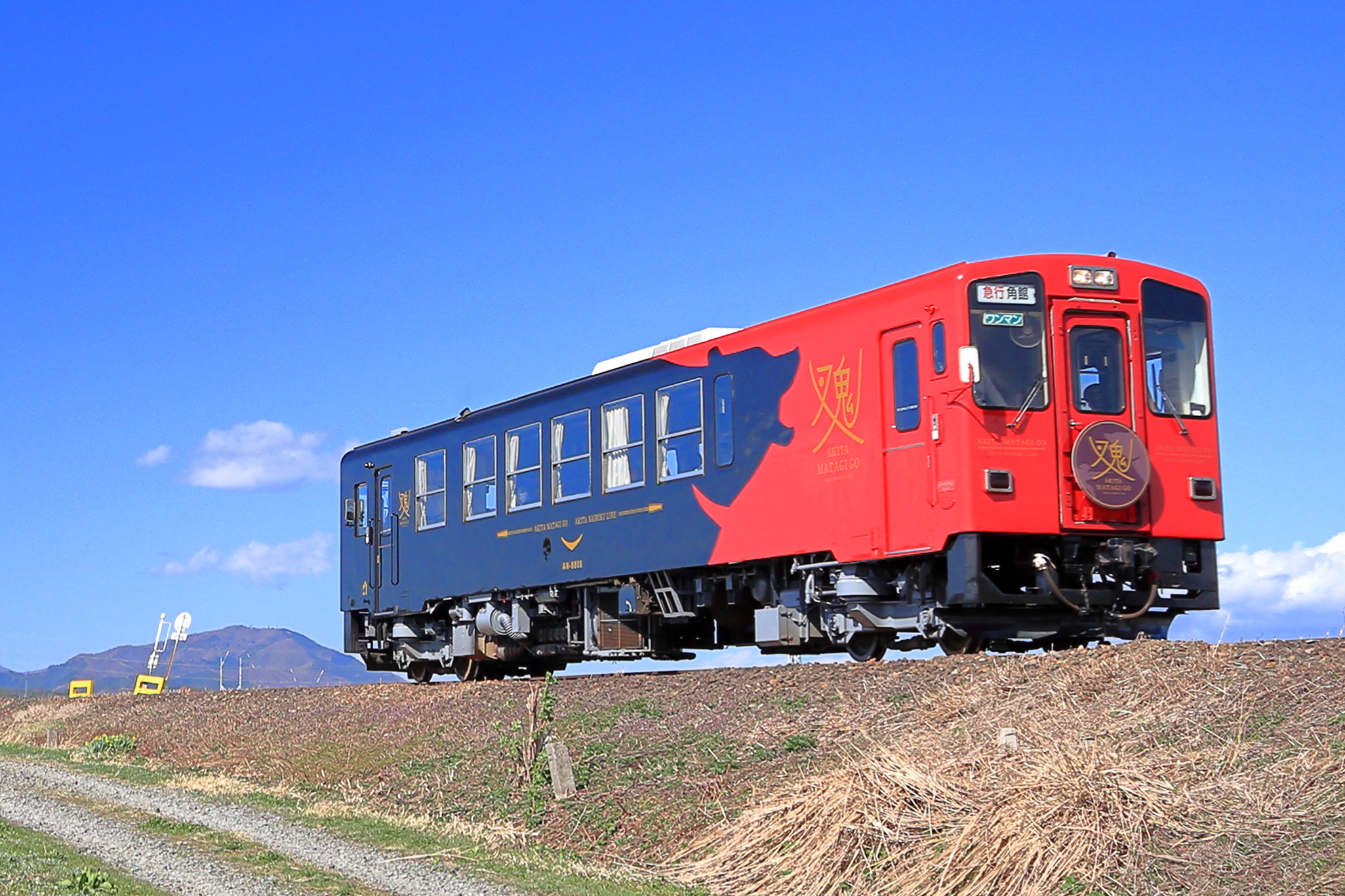
秋田マタギ号
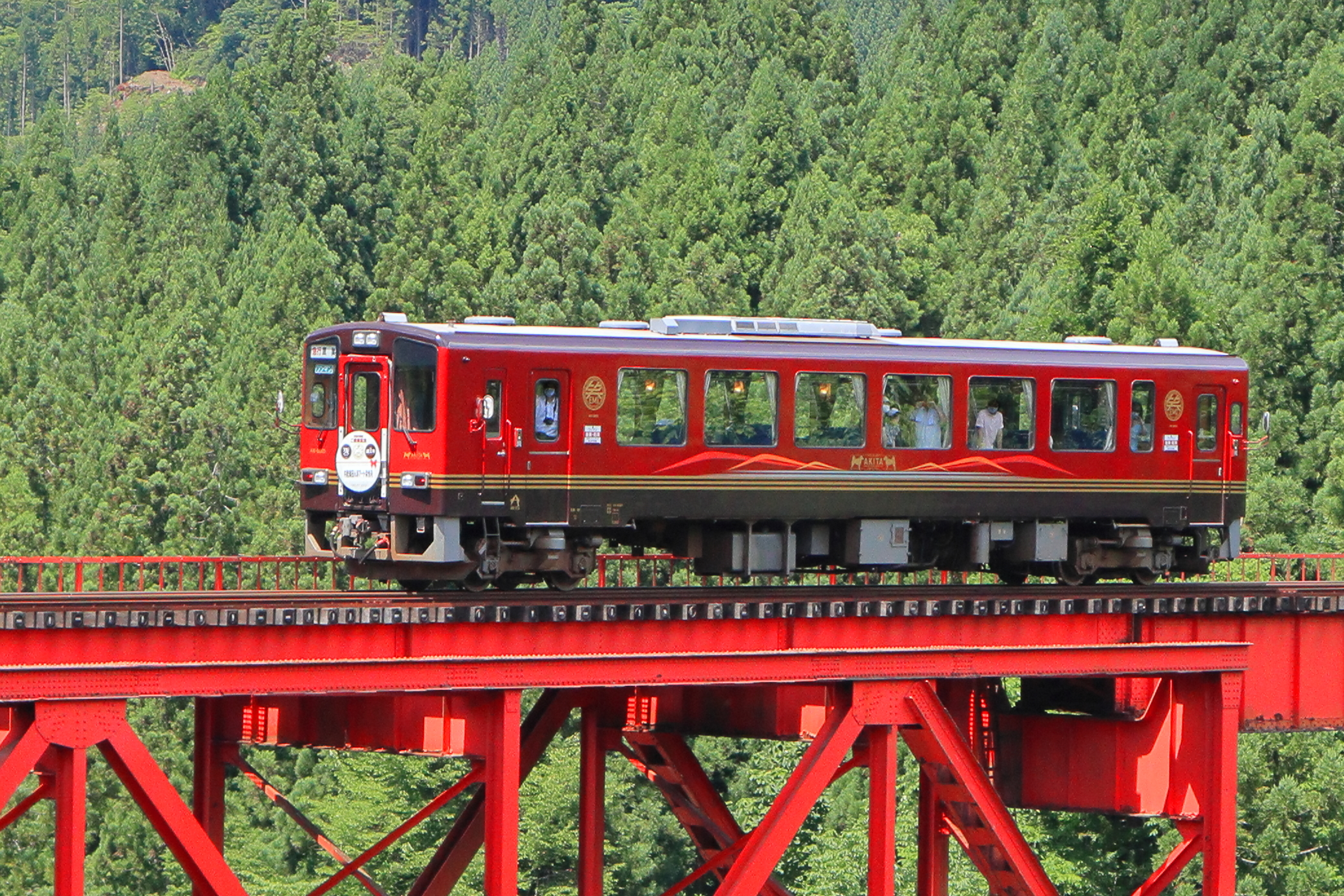
笑EMI
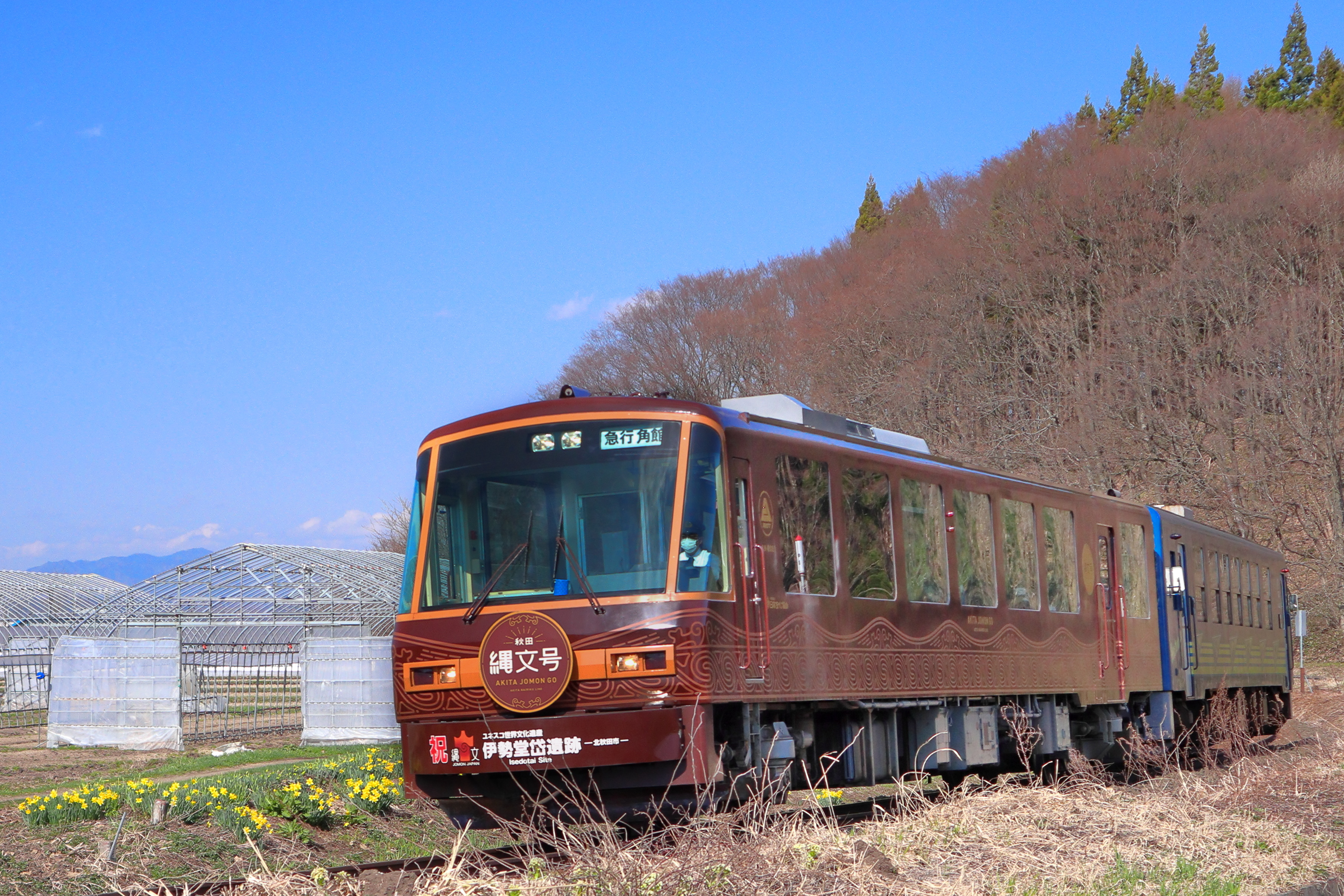
秋田縄文号

## 歴史
- 1989年（平成元年）4月1日：秋田内陸線全通に伴い鷹巣駅 - 角館駅間に2往復運転開始[1]。
- 1999年（平成11年）12月4日：上り1本（4号）を角館駅 - 阿仁合駅間の運転に短縮。
- 2001年（平成13年）12月1日：1往復（3・4号）廃止。
- 2005年（平成17年）12月10日：鷹巣駅 - 角館駅間に下り1本（3号）増発。
- 2007年（平成19年）3月18日：西明寺駅を停車駅に追加。下り1本（1号）を阿仁合駅 - 角館駅間の運転に短縮。
- 2012年（平成24年）3月17日：繁忙期を除きAN-8800形気動車の1両に変更。上桧木内駅を停車駅に追加。
- 2020年（令和2年）
  - 2月1日：土休日に限りAN8905号気動車改造の観光車両「笑EMI」を運用開始[4]。
  - 3月14日：縄文小ヶ田駅を停車駅に追加[6]。
- 2021年（令和3年）2月13日：毎月第2土曜日に「笑EMI」とAN2001号気動車改造の観光車両「秋田縄文号」の2両編成で運転開始[5]。
- 2022年（令和4年）4月2日：第1・2・4・5土曜日にAN8808号車改造の観光車両「秋田マタギ号」を運行開始。「笑EMI」は第1・2・4・5日曜日、「秋田縄文号」は第3土曜日と日曜日の運行となる[3]。